# SP (ziar)
SP (rus. СП) este un ziar săptămânal în limba rusă (versiunea electronică fiind disponibilă și în română) editat în municipiul Bălți, Republica Moldova. Apare din septembrie 1994, fiind primul ziar local de reclamă din Republica Moldova, editat de cooperativa „Asta”. Un an mai târziu, publicația a fost înregistrată ca Societate cu Răspundere Limitată (SRL), avându-i ca fondatori pe Veaceslav Perunov, Lev Șvarțman și Veaceslav Voina. Ziarul a fost conceput din start ca o afacere, iar rezultatele nu s-au lăsat așteptate, tirajul „SP” crescând de la 600 de exemplare (în septembrie 1994) la 12.000 de exemplare (în decembrie 1995, cel mai mare în istoria presei locale din Moldova). În anul 1998, „SP” s-a transformat într-o publicație de informații și opinii . Săptămânalul „SP” apare joi, în volum de 44 pagini format A3 . Din 1 ianurie 2011 ziarul a început să publice o ediție în limba română. Un an mai târziu, din cauza dificultăților financiare și a presiunilor din partea autorităților, publicația a renunțat la versiunea în română .

## Incidente
La 28 martie 2007, tirajul ziarului  „SP” a fost reținut de către ofițerii Poliției Economice, pe când era transporta la Bălți din Edineț, unde se editează ziarul. Aproximativ în același interval de timp o echipă de polițiști a descins și la Tipografia din Edineț . În urma controlului efectuat, oamenii legii au depistat un surplus de circa 2,3 mii de exemplare a două suplimente care, la 29 martie, urmau să fie anexate, la ediția de limbă română. În ultima vreme, ziarul a publicat mai multe articole critice la adresa unor funcționari publici locali, exponenți ai Partidului Comuniștilor . Acțiunile Poliției Economice din Bălți au cauzat suspendarea apariției ediției în limba română a ziarului „SP” în săptămâna respectivă, cauzând prejudicii cititorilor și redacției „SP” . 